# Bellota wheeleri
Bellota wheeleri är en spindelart som beskrevs av George William Peckham och Elizabeth Maria Gifford Peckham 1909. Bellota wheeleri ingår i släktet Bellota och familjen hoppspindlar. Inga underarter finns listade.